# Matthiola fruticulosa subsp. fruticulosa
Matthiola fruticulosa subsp. fruticulosa é uma subespécie de planta com flor, pertencente à família das Crucíferas e ao tipo fisionómico dos caméfitos. 

## Caracterização
No que toca à espécie Matthiola fruticulosa, em amplo sensu, trata-se de uma planta perene, com indumento sensivelmente recoberto de pêlos ramificados e curtos. O caule, amiúde ramificado, pode atingir dimensões que variam entre os 10 e os 40 centímetros. 
As folhas são involutas, sendo que tanto as folhas inferiores, como as superiores, assumem um feitio que tanto pode ser lanceolado invertido ou linear.
As pétalas são, geralmente, oblongas ou lineares e, em casos excepcionais, podem afigurar-se obovadas. Têm a margem ondulada e são de coloração purpúrea, violácea ou amarelada.
Quanto àquilo que particulariza a subespécie Matthiola fruticulosa subsp. fruticulosa, é premente assinalar que se trata de uma subespécie muito polimórfica. Em todo o caso, destaca-se por ter caules sensivelmente mais reduzidos, pelo que o amplexo de tamanhos registados vai dos 9 aos 40 centímetros, os quais são dotados de folhas basais e caulinares. Estas folhas basais, por seu turno, têm um formato sinuoso-denteado, sinuoso-penatífido, o que também serve de elemento distintivo.

## Distribuição
Esta espécie dispersa-se ao longo da orla mediterrânea , de Portugal ao Noroeste da Turquia. 

### Portugal
Trata-se de uma subespécie presente no território português, nomeadamente em Portugal Continental. Mais concretamente, nas zonas da Terra Quente transmontana, no Centro-leste de campina, Centro-sul arrabidense e no Centro-sul plistocénico
Em termos de naturalidade é nativa da região atrás indicada.

### Ecologia
Esta planta dá-se em ermos sáfaros, nas orlas de estradas e em planícies áridas, privilegiando os solos pedreguentos de substracto calcário.

## Protecção
Não se encontra protegida por legislação portuguesa ou da Comunidade Europeia.

## Taxonomia
A autoridade científica da subespécie é (Loefl. ex L.) Maire, tendo sido publicada em Jahand. & Maire, Cat. Pl. Maroc 311 (1932).

### Sinonímia
- Cheiranthus fruticulosus Loefl. ex L.
- Matthiola tristis (L.) R.Br.
- Matthiola valesiaca auct. hisp.
- Matthiola varia sensu Willk.